# Antonio Casimir Cartellieri
Antonio Casimir Cartellieri (Danzig, 27 september 1772 - Liebshausen, 2 september 1807) was een componist, violist, dirigent en zangleraar. Hij leefde en werkte voornamelijk in Polen, Oostenrijk en Bohemen. Hij schreef symfonieën,  kamermuziek, oratoria en opera's. Na zijn dood raakte zijn werk in de vergetelheid en werd pas in de 20e eeuw herontdekt.

## Biografie
Antonio Cartellieri was de zoon van een Italiaanse vader, Antonio Maria Gaetano Cartellieri, en een Lets-Duitse moeder, Elisabeth Böhm. Zijn beide ouders waren operazangers en hij kreeg zijn eerste muzieklessen van hen. Toen hij 13 was, scheidden zijn ouders, waarop Cartellieri met zijn moeder naar Berlijn verhuisde. In die stad begon hij compositie te studeren.
In 1791, op 18-jarige leeftijd, werd Cartellieri hofcomponist bij graaf Michał Kazimierz Ogiński in Polen. In 1793 keerde hij met zijn werkgever terug naar Berlijn, waar zijn eerste opera Die Geisterbeschwörung met succes in première ging. Daarna ging hij met de graaf mee naar Wenen, waar hij  muziektheorie en compositie studeerde bij Johann Georg Albrechtsberger en mogelijk ook bij Antonio Salieri. In Wenen leerde hij Beethoven kennen, met wie hij tot zijn dood goed bevriend bleef. Op 29-30 maart 1795 vond de première van zijn oratorium Gioas re di Giuda plaats in het Weense Burgtheater. 
In 1796 werd Cartellieri aangenomen door prins Franz Joseph Maximilian von Lobkowitz (1772-1817) als kapelmeester, zangleraar en violist: hij bekleedde deze functies tot zijn dood 11 jaar later. Zijn andere taken aan het hof waren het regisseren van opera's, en vioolspelen in uitvoeringen van kamermuziek en symfonische muziek. Hij speelde in de wereldpremières van verschillende werken van zijn vriend Beethoven onder leiding van de componist zelf, waaronder op 23 januari 1805 de Eroica Symfonie en het Tripleconcerto. Hij stierf in Liebhausen (Libčeves) in Bohemen op 34-jarige leeftijd. 

## Werk

### Symfonieën
- Symfonie nr. 1 in C klein (Wenen, 1795)
- Symfonie nr. 2 in E♭ groot (Wenen, 1795)
- Symfonie nr. 3 in C groot
- Symfonie nr. 4 in E♭ groot
- Drie ouvertures voor groot orkest

### Concerti
- Fluitconcert in G groot (ca. 1792)
- Concerto voor 2 klarinetten & orkest in B♭ groot (Wenen, 1797)
- Klarinetconcert nr. 1 in B♭ groot
- Klarinetconcert nr. 2 in B♭ groot
- Klarinetconcert nr. 3 in E♭ groot
- Fagotconcert (Wenen, 1795)
- Hoornconcert
- Concert voor 2 fluiten
- Concert voor hobo & fagot nr. 1
- Concert voor hobo & fagot nr. 2
- Concert voor hobo, hoorn & fagot

### Kamermuziek
- Divertimento voor blazers & strijkers in E♭ groot
- Divertimento voor blazers nr. 1 in F groot (1792) (Octet voor hobo's, klarinetten, hoorns, fagotten)
- Divertimento voor blazers nr. 2 in F groot (1792) (Octet voor hobo's, klarinetten, hoorns, fagotten)
- Divertimento voor blazers nr. 3 in F groot (1792) (Octet voor hobo's, klarinetten, hoorns, fagotten)
- Partita No. 1 in E♭ groot, sextet voor blazers (Klarinetten, Hoorns, Fagotten)
- Partita No. 2 in E♭ groot, sextet voor blazers (Klarinetten, Hoorns, Fagotten)
- Partita No. 3 in E♭ groot, sextet voor blazers (Klarinetten, Hoorns, Fagotten)
- Kwartet voor klarinet & strijktrio in D groot
- Kwartet voor klarinet & strijktrio No. 1 in D groot
- Kwartet voor klarinet & strijktrio nr. 2 in E♭ groot
- Kwartet voor klarinet & strijktrio nr. 3 in B♭ groot
- Kwartet voor klarinet & strijktrio nr. 4 in E♭ groot
- Drie strijkkwartetten

### Koorwerken
- Kontimar und Zora, Cantate (Berlijn, 1792)
- Joas, koning van Juda, Oratorium (Wenen, 1795)
- Siegesfeier (Wenen, 1797)
- La celebre Nativita del Redentore, Oratorium (Wenen, 1806)
- La purificatione di Maria Virgine, Oratorium (Praag, 1807)

### Opera's
- Die Geisterbeschwörung (Berlijn, 1793)
- Anton (Berlijn, 1796)
- Anagarda Regina di Boemia (Wenen, 1799)
- Der Rübezahl (1801)
- Il Secreto (1804)

### Liturgische werken
- Zeven missen
- Twee motetten

- CiNii: DA12783561
- Gemeinsame Normdatei: 134822412
- International Standard Name Identifier: 0000 0000 8353 4550
- Library of Congress Control Number: n94039266
- MusicBrainz: 7a89bd52-b8e1-4aff-a816-cd96937884f8
- Nationale Bibliotheek van Tsjechië: jo2012695125
- Nationale Bibliotheek van Israël: 987007415100405171
- SNAC: w66x0682
- Système universitaire de documentation: 243878230
- Virtual International Authority File: 5858957
- WorldCat: E39PBJcKHRTVC8BRj6P8x9hbVC